# تپه گرد خولینه ۳
تپه گرد خولینه ۳ مربوط به هزاره اول قبل از میلاد - دوره ساسانیان است و در شهرستان نقده، بخش محمدیار، دهستان المهدی، روستای گردقیط واقع شده و این اثر در تاریخ ۷ خرداد ۱۳۸۷ با شمارهٔ ثبت ۲۲۹۱۱ به‌عنوان یکی از آثار ملی ایران به ثبت رسیده است.